# Kelly Glacier
Kelly Glacier är en glaciär i Antarktis. Den ligger i Östantarktis. Nya Zeeland gör anspråk på området. Kelly Glacier ligger 312 meter över havet.
Terrängen runt Kelly Glacier är bergig åt nordost, men åt sydväst är den kuperad. Trakten är obefolkad. Det finns inga samhällen i närheten.